# Powiat Louny
Powiat Louny (czes. Okres Louny) – powiat w Czechach, kraju usteckiego. Jego siedziba znajduje się w mieście Louny. Powierzchnia powiatu wynosi 1117,75 km², zamieszkuje go 85 897 osób (gęstość zaludnienia wynosi 76,90 mieszkańców na 1 km²). Powiat ten liczy 70 miejscowości, w tym 4 miast.
Od 1 stycznia 2003 powiaty nie są już jednostką podziału administracyjnego Czech. Podział na powiaty zachowały jednak sądy, policja i niektóre inne urzędy państwowe. Został on również zachowany dla celów statystycznych.

## Struktura powierzchni
Według danych z 31 grudnia 2003 powiat ma obszar 1117,75 km², w tym:
- użytki rolne - 71,85%, w tym 83,77% gruntów ornych
- inne - 28,15%, w tym 55,59% lasów
- liczba gospodarstw rolnych: 510

## Miasta

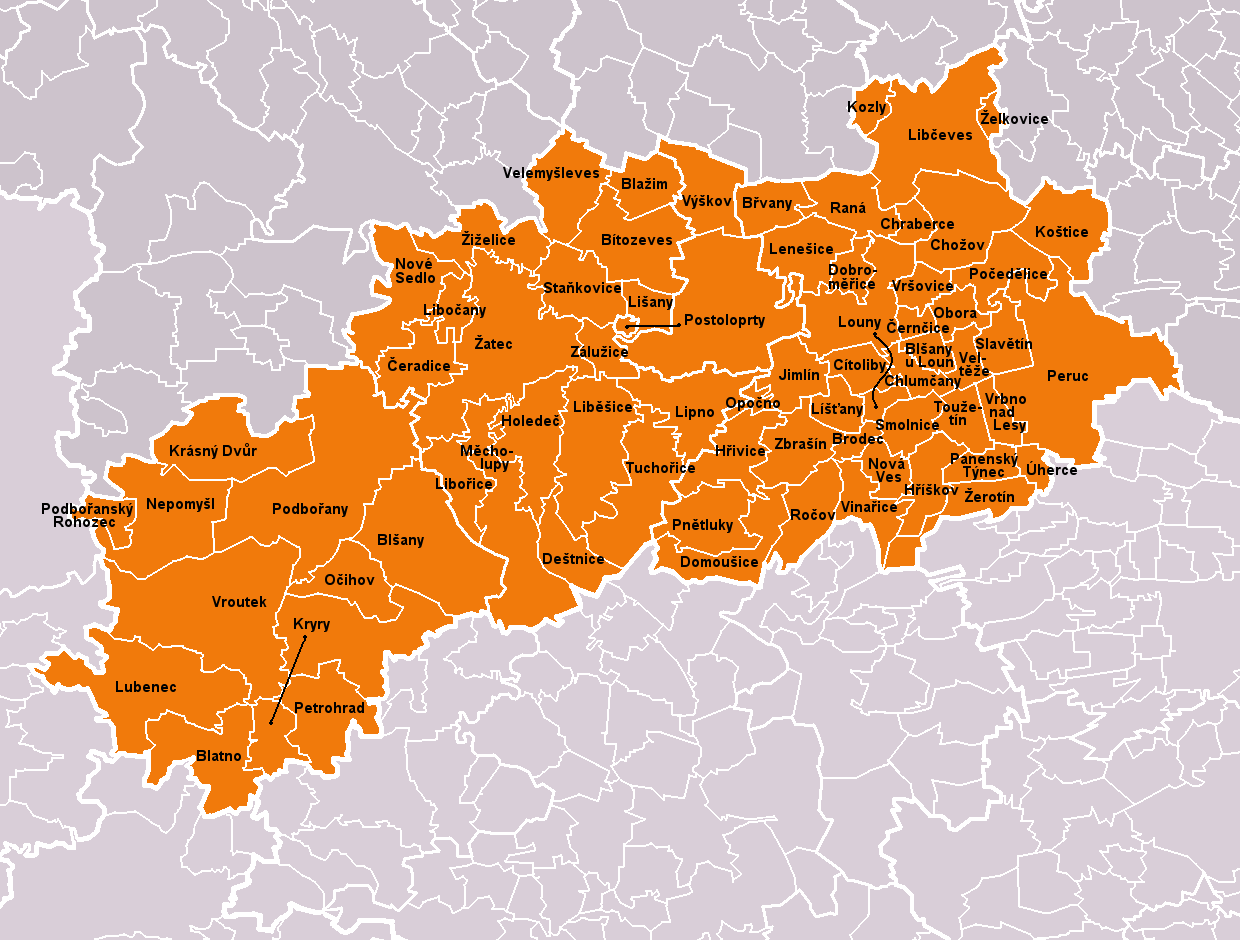
Powiat Louny

Miasta powiatu:
- Blšany
- Kryry
- Louny
- Podbořany
- Postoloprty
- Vroutek
- Žatec

## Demografia
Dane z 31 grudnia 2003:
| Opis        | Ogółem | Kobiety       | Mężczyźni    |
| ----------- | ------ | ------------- | ------------ |
| populacja   | 85 897 | 43 635 50,80% | 42 262 49,2% |
| średni wiek | 38,5   | 40,01         | 37,04        |

- gęstość zaludnienia: 76,90 mieszk./km²
- 58,08% ludności powiatu mieszka w miastach.

## Zatrudnienie
| Mieszkańcy ze stałym zatrudnieniem | 13 850       |
| Średnia pensja miesięczna          | 13 838 koron |
| Bezrobotni                         | 8 091        |
| Stopa bezrobocia                   | 18,89%       |

## Szkolnictwo
W powiecie Louny działają:
| Rodzaj szkoły                   | Liczba szkół |
| ------------------------------- | ------------ |
| Przedszkola                     | 45           |
| Szkoły podstawowe               | 37           |
| Gimnazja                        | 3            |
| Szkoły średnie techniczne       | 7            |
| Szkoły średnie ogólnokształcące | 4            |
| Szkoły wyższe                   |              |

## Służba zdrowia
| Lekarze                               | 229 |
| Szpitale                              | 3   |
| Specjalistyczne ośrodki terapeutyczne | 3   |
| Gabinety dentystyczne                 | 39  |
| Apteki                                | 26  |